# Taça da Europa da EHF de Andebol Feminino
A Taça da Europa da EHF de Andebol Feminino é uma competição oficial de clubes de  andebol feminino da Europa. Até 1999–2000, era denominada Taça das Cidades da EHF e desde essa data até 2019–20 passou a ter a designação de Taça Challenge da EHF.

## Histórico
| Época   |                                         | Final                                   | Final                                   | Final                                   |                                         | Vencidos Meias-finais                   | Vencidos Meias-finais |
| Época   | Campeão                                 | Resultado                               | Vice-Campeão                            |                                         |                                         |                                         |                       |
| ------- | --------------------------------------- | --------------------------------------- | --------------------------------------- | --------------------------------------- | --------------------------------------- | --------------------------------------- | --------------------- |
| 1993/94 | Buxtehuder SV                           | 22-21; 23-22                            | Baekkelagets Oslo                       | Szegedi ESK                             | Hidrotehnica Constanţa                  |                                         |                       |
| 1994/95 | Rotor Volgograd                         | 24-19; 24-20                            | Vasas Budapest                          | Ikast F.S.                              | Granicar Djurdjevac                     |                                         |                       |
| 1995/96 | Silcotub Zalău                          | 23-15; 19-27                            | Gjerpen IF Skien                        | Kuban Krasnodar                         | E. S. Besançon                          |                                         |                       |
| 1996/97 | Frankfurter Handball Club               | 29-25; 26-24                            | Ikast F.S.                              | IK Junkeren Bodo                        | Silcotub Zalău                          |                                         |                       |
| 1997/98 | Ikast F.S.                              | 27-22; 29-22                            | Frankfurter Handball Club               | TUS Walle Bremen                        | AKVA Volgograd                          |                                         |                       |
| 1998/99 | ŽORK "Napredak" Kruševac                |                                         | Van Riet Nieuwegein                     | Handball Cercle Nimes                   | Oţelul Galaţi                           |                                         |                       |
| 1999/00 | Rapid CFR Bucureşti                     | 30-25; 26-26                            | Randers HK                              | Byåsen IL                               | ZRK Osijek                              |                                         |                       |
| 2000/01 | Handball Cercle Nimes                   | 22-18; 18-16                            | Split Kaltenberg                        | Fibrexnylon Săvineşti                   | KSK Luch Moscow                         |                                         |                       |
| 2001/02 | Universitatea Remin Deva                | 33-23; 31-25                            | BSV Buxtehude                           | CD Gil Eanes-Lagos                      | CS Rapid CFR Bucureşti                  |                                         |                       |
| 2002/03 | Borussia Dortmund                       | 24-16; 21-27                            | Selmont Baia Mare                       | DJK / MJC Trier                         | Nata AZS-AWFiS Gdansk                   |                                         |                       |
| 2003/04 | 1. FC Nürnberg Handball                 | 29-23; 29-33                            | Universitatea Remin Deva                | ÍBV                                     | Vitaral Jelfa Jelenia Góra              |                                         |                       |
| 2004/05 | TSV Bayer 04 Leverkusen                 | 27-28; 25-22                            | Cercle Dijon Bourgogne                  | ZRK "Split Kaltenberg" Split            | BSV Buxtehude                           |                                         |                       |
| 2005/06 | Rulmentul Braşov                        | 30-22; 25-24                            | Tomis Constanţa                         | Merignac Handball                       | Valur                                   |                                         |                       |
| 2006/07 | "Naisa" Nis                             | 23-32; 30-21                            | Universitatea Jolidon Cluj-Napoca       | RK Tresnjevka Zagreb                    | HCM Roman                               |                                         |                       |
| 2007/08 | VfL Oldenburg                           | 31-25; 29-26                            | Merignac Handball                       | HC Dunărea Brăila                       | SKP Bratislava                          |                                         |                       |
| 2008/09 | HBC Nîmes                               | 26-22; 30-25                            | Thüringer HC                            | ProVital Blomberg-Lippe                 | Izmir BSB SK                            |                                         |                       |
| 2009/10 | Buxtehuder Sportverein                  | 40-28; 28-26                            | Frisch Auf Göppingen                    | Vistal Laczpol Gdynia                   | HC Metalurg Skopje                      |                                         |                       |
| 2010/11 | Mios Biganos Handball                   | 31–26; 30–29                            | Muratpaşa Bld. SK                       | HandbalAcademie                         | Handball Cercle Nîmes                   |                                         |                       |
| 2011/12 | H.A.C. Handball                         | 36-27; 27-30                            | Muratpaşa Bld. SK                       | Lokomotiva Zagreb                       | Fleury Loiret Handball                  |                                         |                       |
| 2012/13 | DHK Banik Most                          | 20-24; 26-17                            | ZRK Samobor                             | Üsküdar B.S.K.                          | H 65 Höör                               |                                         |                       |
| 2013/14 | H 65 Höör                               | 19-21; 23-21                            | Issy Paris                              | Galytchanka-Lviv                        | Mios Biganos Handball                   |                                         |                       |
| 2014/15 | Mios Biganos Handball                   | 21-20;28-24                             | Pogoń Baltica Szczecin                  | Galytchanka-Lviv                        | Le Havre                                |                                         |                       |
| 2015/16 | Rocasa Gran Canaria                     | 29–25;33–29                             | Kastamonu Bld. GSK                      | EKS Start Elblag                        | HC Karpaty                              |                                         |                       |
| 2016–17 | Lokomotiva Zagreb                       | 23–19;24–21                             | H 65 Höör                               | HV Quintus                              | DHC Sokol Poruba                        |                                         |                       |
| 2017–18 | MKS Lublin                              | 22–22; 27–23                            | Rocasa Gran Canaria                     | Ardeşen GSK                             | Lokomotiva Zagreb                       |                                         |                       |
| 2018–19 | Rocasa Gran Canaria                     | 30–23, 23–24                            | Pogoń Baltica Szczecin                  | HV Quintus                              | Kristianstad Handboll                   |                                         |                       |
| 2019–20 | Cancelada devido à Pandemia de COVID-19 | Cancelada devido à Pandemia de COVID-19 | Cancelada devido à Pandemia de COVID-19 | Cancelada devido à Pandemia de COVID-19 | Cancelada devido à Pandemia de COVID-19 | Cancelada devido à Pandemia de COVID-19 |                       |
| 2020–21 | CBF Málaga Costa del Sol                | 32–28, 28–31                            | Lokomotiva Zagreb                       |                                         | CB Atlético Guardés                     | Yalikavaksports Club                    |                       |
| 2021–22 | Rocasa Gran Canaria                     | 21–17, 25–29                            | Málaga Costa del Sol                    | Galychanka Lviv                         | Bekament Bukovička Banja                |                                         |                       |
| 2022–23 | Antalya Konyaaltı                       | 17–23 33–20                             | Atlético Guardés                        | IUVENTA Michalovce                      | Atticgo Elche                           |                                         |                       |

## Títulos por clube

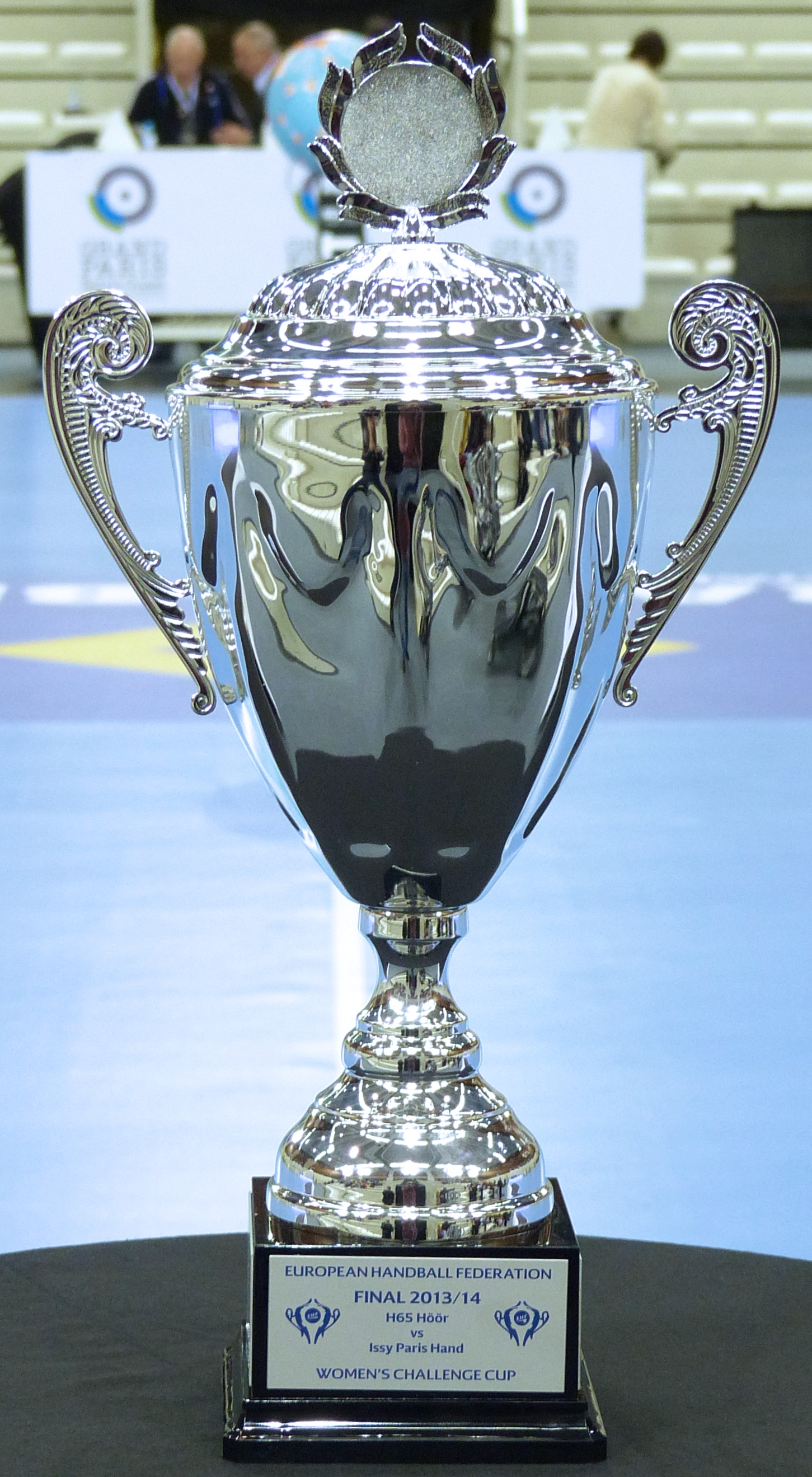
Troféu da Taça Challenge Feminina entregue em 2013-14.

| Rank | Clube                        | Títulos                       | Vice-campeão |
| ---- | ---------------------------- | ----------------------------- | ------------ |
| 1    | Rocasa Gran Canaria          | 3 (2015–16, 2018–19, 2021–22) | 1 (2017–18)  |
| 2    | Buxtehuder                   | 2 (1993–94, 2009–10)          | 1 (2001–02)  |
| 3    | Nîmes                        | 2 (2000–01, 2008–09)          | 0 (-)        |
| 3    | Mios Biganos                 | 2 (2010–11, 2014–15)          | 0 (-)        |
| 5    | HC Lokomotiva Zagreb         | 1 (2016–17)                   | 1 (2020–21)  |
| 5    | Universitatea Remin Deva     | 1 (2001–02)                   | 1 (2003–04)  |
| 5    | Frankfurter HC               | 1 (1996–97)                   | 1 (1997–98)  |
| 5    | Málaga Costa del Sol         | 1 (2020–21)                   | 1 (2021–22)  |
| 8    | Rulmentul Braşov             | 1 (2005–06)                   | 0 (-)        |
| 8    | Rapid CFR București          | 1 (1999–00)                   | 0 (-)        |
| 8    | Borussia Dortmund            | 1 (2002–03)                   | 0 (-)        |
| 8    | Ikast-Bording Elite Håndbold | 1 (1997–98)                   | 0 (-)        |
| 8    | ŽORK Napredak Kruševac       | 1 (1998–99)                   | 0 (-)        |
| 8    | Bayer 04 Leverkusen          | 1 (2004–05)                   | 0 (-)        |
| 8    | Naisa Niš                    | 1 (2006–07)                   | 0 (-)        |
| 8    | 1. FC Nürnberg               | 1 (2003–04)                   | 0 (-)        |
| 8    | VfL Oldenburg                | 1 (2007–08)                   | 0 (-)        |
| 8    | Rotor Volgograd              | 1 (1994–95)                   | 0 (-)        |
| 8    | AS Silcotub Zalău            | 1 (1995–96)                   | 0 (-)        |
| 8    | H.A.C. Handball              | 1 (2011–12)                   | 0 (-)        |
| 8    | Banik Most                   | 1 (2012–13)                   | 0 (-)        |
| 8    | H 65 Höör                    | 1 (2013–14)                   | 0 (-)        |
| 8    | MKS Lublin                   | 1 (2017–18)                   | 0 (-)        |
| 8    | Antalya Konyaaltı            | 1 (2022–23)                   | 0 (-)        |

## Títulos por país
| #  | País                          | Títulos | Vice-campeão | Finais |
| -- | ----------------------------- | ------- | ------------ | ------ |
| 1  | Alemanha                      | 7       | 4            | 11     |
| 2  | França                        | 5       | 3            | 8      |
| 3  | Roménia                       | 4       | 4            | 8      |
| 4  | Espanha                       | 4       | 3            | 7      |
| 5  | Sérvia/ · Sérvia e Montenegro | 2       | 0            | 2      |
| 6  | Croácia                       | 1       | 3            | 4      |
| 6  | Turquia                       | 1       | 3            | 4      |
| 8  | Dinamarca                     | 1       | 2            | 3      |
| 8  | Polónia                       | 1       | 2            | 3      |
| 10 | Suécia                        | 1       | 1            | 2      |
| 11 | Chéquia                       | 1       | 0            | 1      |
| 11 | Rússia                        | 1       | 0            | 1      |
| 13 | Noruega                       | 0       | 2            | 2      |
| 14 | Hungria                       | 0       | 1            | 1      |
| 14 | Países Baixos                 | 0       | 1            | 1      |